# ادی (پنسیلوانیا)
ادی (به انگلیسی: Edie) یک منطقهٔ مسکونی در ایالات متحده آمریکا است که در شهرستان سامرست، پنسیلوانیا واقع شده‌است. ادی ۸۳ نفر جمعیت دارد.